# Karstädt, Prignitz
Karstädt är en kommun och ort i Tyskland, belägen i Landkreis Prignitz i förbundslandet Brandenburg, 13 km nordväst om Perleberg och 145 km nordväst om Berlin. Kommunen skapades 2003 ur 13 dåvarande kommuner inom det dåvarande Amt Karstädt i området.